# Герб Таджикистана
Герб Таджикистана (тадж. Нишони давлатии Ҷумҳурии Тоҷикистон) — государственный символ Республики Таджикистан. Утверждён 28 декабря 1993 года.

## Описание
Государственный герб Республики Таджикистан представляет собой изображение стилизованной короны и полукруга из семи звёзд на ней в лучах солнца, восходящего из-за гор, покрытых снегом и обрамлённых венком, составленным справа из колосьев пшеницы, слева из веток хлопчатника с раскрытыми коробочками. Сверху венок перевит трёхполосной лентой, в нижнем секторе помещена книга на подставке.

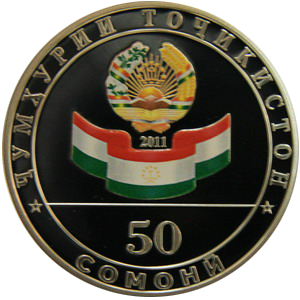
Объёмное изображение герба на аверсе памятной монеты Таджикистана 2011 года.

Кроме чёрно-белого и цветного изображений герба Таджикистана официальным является и так называемое объёмное изображение герба (цвета герба представлены как градиентные).

## Герб 1992 года
24 ноября 1992 года на состоявшейся т. н. «примирительной» XVI сессии Верховного Совета Республики Таджикистан было утверждено Положение о Государственном гербе Республики Таджикистан. Эталонное изображение герба разработали: З. Хабибуллаев, А. Заневский, Л. Додхудоева, Н. Игнатушина, М. Саидалиев. Описание герба в Положении о Государственном гербе Республики Таджикистан:

Государственный герб Республики Таджикистан представляет собой изображение крылатого льва в лучах солнца, восходящего из-за гор, обрамлённого колосьями пшеницы, перевитыми трёхполосной лентой. Обрамление венчает корона с семью звёздами, размещёнными над ней полукругом.
В цветном изображении Государственного герба Республики Таджикистан: золотые лучи, лев, колосья, корона со звёздами и горы с белыми вершинами на фоне сине-зелёного (бирюзового) центрального круга, лента состоит из продольных красной, белой и зелёных полос.

После принятия Закона о государственном гербе (24.11.1992) были внесены изменения и в Конституцию Таджикистана. В частности статья о государственном гербе стала выглядеть следующим образом:

"Статья 169 ….Государственный герб представляет собой изображение крылатого льва в лучах солнца, выходящего из-за гор, обрамлённого колосьями пшеницы, перевитыми трёхполостной лентой. Обрамление венчает корона с семью звёздами, размещёнными над ней полукругом ….

Являвшийся главной фигурой нового государственного герба крылатый лев был у индоарийских народов, персов и таджиков символом высшей божественной силы, мощи, власти и величия, солнца и огня. Из Месопотамии символ крылатого льва распространился в Иран и Среднюю Азию.
В руинах древнего восточно-иранского города Хабис археологами было найдено небольшой металлическое знамя (штандарт), датируемый 3 тысячелетием до н.э, который можно считать одним из древнейших знамён мира. На нём изображён лев на фоне восходящего солнца. Изображение льва с мечом «Зульфикаром» (мечом Али, племянника пророка Мухаммеда) на фоне солнца присутствовало на персидских (иранских) знамёнах с XV века н. э. и на флагах Персии (Ирана) с 1826 до 1979 года. C 1906 года иранским флагом стало полотнище из зелёной, белой и красной полос.
Бирюзовый цвет диска символизировал находящиеся в Таджикистане крупнейшие в мире месторождения минерала бирюзы.
Число солнечных лучей составляло 21 — три раза повторённые группы по 7 лучей — три эманации Ашурамазда с 7 добрыми духами Амеша Спента. Можно с уверенностью предположить, что группировка солнечных лучей в три группы символизировала и известные по «Авесте» три эпохи в истории вселенского противоборства добра и зла: золотой век, царство первочеловека и культурного героя Йимы сменяется современной эпохой ожесточённой борьбы между духами Добра и Зла и их приверженцами на Земле, и будущей эпохой всеобщего благоденствия после победы Добра.
Золотые горы с серебряными вершинами символизировали заснеженные хребты Алайских, Заалайских гор и Памира.
Пшеничные колосья — символ земледелия и оседлой жизни: «Кто сеет хлеб, тот сеет праведность» (Авеста).
Изображение льва на новом государственном гербе постоянно критиковалось сохранившими советский менталитет чиновниками за его явную схожесть с символом шахского Ирана, с одной стороны, и со стороны исламских радикалов шла критика из-за того, что каноны ислама запрещают изображения живых существ (людей, животных, рыб, птиц и т. д.). Всё это привело к тому, что спустя год с небольшим государственный герб Республики Таджикистан был изменён и его изображение было максимально приближено к прежнему гербу Таджикской ССР, существовавшему с 1937 года..

## Трактовка деталей

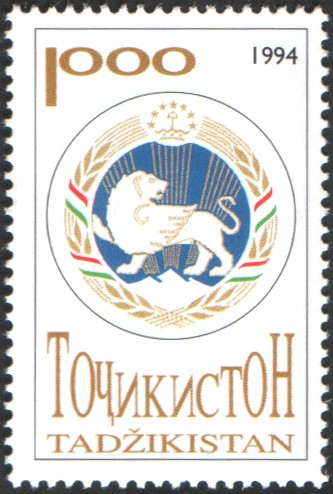
Герб на почтовой марке Таджикистана 1994 года.

По мнению исследователя В.Сапрыкова, «три выступа в короне, изображённой на гербе, обозначают регионы республики — Хатлон, Зеравшан, Бадахшан. Каждый из них в отдельности — это ещё не страна. Лишь объединённые в единое целое представляют они Таджикистан. Корона имеет ещё один смысл: слово «тадж» в переводе означает «венец». В более широком смысле понятие «таджики» может трактоваться как «коронованные» (тадж. халқи тоҷдор) — то есть народ-венценосец. Иначе говоря, корона играет роль объединяющего начала, без которого нет и не может быть определённого государства».
В. Сапрыков указывает на то, что число «семь» (семь звёзд) — священное, оно приносит счастье, дарует добродетель. В таджикской народной традиции это ещё и символ совершенства.
Наконец, солнце, восходящее из-за гор, символизирует наступление жизни, света, а колосья пшеницы — богатство страны.
Исследователь М.Ревнивцев в своей собственной интерпретации государственных символов Таджикистана обращается к религии зороастризма, которая восходит своими истоками к первому таджикскому государству Саманидов IX—X век и которая, как он утверждает, пользовалась популярностью среди таджикской интеллигенции и в годы Советской власти, и до настоящего времени.
По мнению М.Ревнивцева, «корона», изображённая в центре государственного флага и в верхней части герба Таджикистана, включает в себя три стилизованные изображения светильников — три священных неугасимых огня, являющихся объектом религиозного поклонения в зороастрийских храмах. Центральный элемент «короны» символизирует мировую гору Хара, находящуюся в центре Мира, а выгнутая золотая дуга в нижней части эмблемы олицетворяет «мост возмездия» Чинват, на котором в Судный День Заратуштра будет отделять души праведников от грешников.
Семь золотых пятиконечных звёзд, согласно М.Ревнивцеву, символизируют одно из основных понятий зороастризма — семь добрых духов Амеша Спента — ипостаси и ближайшее окружение верховного бога Ахурамазда (Ормузда). Расположенные по дуге окружности золотые звёзды образуют фарн — солнечное сияющее начало, божественный огонь, его материальная эманация, аналог нимба у христианских святых.
Крылатый лев (в гербе 1992 года) был у индоарийских народов, персов и таджиков символом высшей божественной силы, мощи, власти и величия, солнца и огня. Из Месопотамии символ крылатого льва распространился в Иран и Среднюю Азию.
21 солнечный луч — три раза повторённые группы по 7 лучей — символизируют три эманации Ахурамазда с 7 добрыми духами Амеша Спента.
Золотые горы с серебряными вершинами — заснеженные хребты Алайских, Заалайских гор и Памира.
Пшеничные колосья — символ земледелия и оседлой жизни, достались, как и восходящее солнце, от герба СССР.

## Проекты герба
|                                      |                                      |
| Проект Герба Таджикистана, 1992 год. | Проект Герба Таджикистана, 1993 год. |

## Герб Таджикской АССР
|                                       |                                             |
| Герб Таджикской АССР 1924-04.1929 гг. | Герб Таджикской АССР 04.1929-24.02.1931 гг. |

В соответствии с постановлением Президиума ЦИК Таджикской АССР от 23 февраля 1929 года, 

Государственный герб Таджикской АССР состоял из золотых доса (таджикского серпа) и молота, положенных крест накрест рукоятками книзу и расположенных в лучах золотого солнца, окружённых венком из колосьев пшеницы справа и веткой хлопчатника с раскрытыми коробочками слева на оранжевом фоне. Внизу надпись на русском языке: «Пролетарии всех стран, соединяйтесь!». Сверху надпись таджикском языке на персидском письме «Пролетарии всех стран, соединяйтесь!».

В соответствии со статей 105 Конституции Таджикской АССР 1929 года, 

Государственный герб Таджикской АССР состоял из доса (таджикский серп) и молота в золоте положенных крест накрест рукоятками книзу и расположенных на пятиконечной звезде, на которой в синем небе освещено золотыми лучами золотого солнца, восходящего из-за покрытых снегом гор. Звезда окружена венцом из колосьев пшеницы справа и веткой хлопчатника с открытыми коробочками слева на оранжевом фоне. Венец перевит внизу лентой красного (алого) цвета. Под звездой надпись на русском языке: «Пролетарии всех стран, соединяйтесь!». Сверху звезды надпись по-таджикски на персидском письме и на латинизированном таджикском письме: «Пролетарии всех стран, соединяйтесь!». Внутренний рисунок герба окружён золотой лентой в виде полумесяца рожками вверх. Три надписи расположены одна над другой на этой ленте: в персидском письме, в латинизированном таджикском письме и на русском языке: «Таджикская Автономная Советская Социалистическая Республика». Все эти три надписи расположены полукругом на золотой ленте в форме полумесяца.

## Герб Таджикской ССР
|                                               |                                   |                                                |
| Герб Таджикской ССР 24.02.1931-04.07.1935 гг. | Герб Таджикской ССР 1936—1937 гг. | Герб Таджикской ССР 28.09.1940 — 24.11.1992 гг |

По Конституции ТССР, принятой 24 февраля 1931 года 4-м съездом Советов Таджикской ССР 
 Герб состоял из изображения пятиконечной звезды, в верхней части которой были помещены серп и молот в лучах солнца, а в нижней части: фабричное здание у горных склонов, железнодорожный мост, стадо овец, трактор, паровоз. Звезда обрамлена венком из колосьев пшеницы (справа), веток хлопчатника (слева) и винограда (внизу), венок был перевит лентой с девизом «Пролетарии всех стран, соединяйтесь!» В нижнем секторе круга помещалась надпись «Таджикская ССР» на латинизированном таджикском, староарабском и русском языках.
По Конституции, принятой V Всетаджикским съездом Советов в январе 1935 года, герб остался без изменений, только название республики стало даваться сокращённо «ТаджССР».
27 июня 1935 года Президиум ЦИК ТаджССР предложил художнику Александру Семёновичу Яковлеву доработать свой проект герба (проект А. С. Яковлева занял 1-е место на конкурсе 1934 года).

4 июля 1935 года проект, доработанный Яковлевым, был одобрен Президиумом ЦИК Советов Таджикской ССР

27 апреля 1936 года утверждён Постановлением ЦИК ТаджССР 
 Венок из колосьев пшеницы справа и веток хлопчатника с раскрытыми коробочками хлопка слева, внизу в месте переплетения веток хлопчатника и колосьев размещались серп и молот в окружении кистей и листьев винограда; в середине серпа — шелковичные коконы; венок переплетён алой лентой с девизом «Пролетарии всех стран, соединяйтесь!» на таджикском (слева) и русском (справа) языках; внутри венка снизу вверх располагались: трактор, два барана, пахотные земли, канал, здание гидростанции с красным флагом над ней, деревья, кишлак, нефтевышка, горы; из-за гор восходит солнце, в лучах которого помещается надпись «Таджикская ССР» на таджикском языке; между концами венка — красная пятиконечная звезда.

27 апреля 1936 года Президиум ЦИК ТаджССР принял постановление «Об утверждении описания Государственного герба Таджикской ССР».

26 мая 1936 года четвёртая сессия ЦИК Советов Таджикской ССР пятого созыва утвердила изображения и описания герба и флага и внесла эти описания в статью 92 и 93 Конституции Таджикской ССР. 

По Конституции, принятой Чрезвычайным VI Всетаджикским съездом Советов 1 марта 1937 года, герб был значительно упрощён: в центре герба в золотых лучах солнца изображалась красная пятиконечная звезда, в верхней части которой были помещены золотые серп и молот. Всё обрамлялось венком из колосьев пшеницы (справа) и ветвей хлопчатника с раскрытыми коробочками (слева). Венок обвивала алая лента с надписями на таджикском и русском языках: «Пролетарии всех стран, соединяйтесь!» и «Таджикская ССР»(в основании венка).

На основе конституционных описаний началась подготовка изображений герба и флага. 19 мая 1937 года Президиум ЦИК Советов Таджикской ССР рассмотрел рисунки герба и флага республики и рекомендовал сделать девиз на гербе золотым, сделать фон герба и листья хлопчатника светло-зелёными, серп и молот на звезде изобразить золотыми.
20 мая 1937 года Президиум ЦИК Советов Таджикской ССР вновь рассмотрел проекты рисунков герба и флага и принял постановление «О Государственных гербе и флаге Таджикской ССР». Этим постановлением был окончательно утверждён только флаг, а герб рекомендовано изменить: Девиз «Пролетарии всех стран, соединяйтесь!» рекомендовалось писать золотом, фон и листья хлопчатника сделать бледно-зелёными, серп и молот — золотыми, лучи солнца расположить по окружности. 23 мая 1937 года Президиум ЦИК утвердил изображение герба. 

По мнению созданной в 1937 году комиссии при Президиуме ВС СССР перевод девиза «Пролетарии всех стран, соединяйтесь!» на таджикский язык был сделан неточно: 
В 1938 году в аббревиатуре на флаге и в гербе «Ç» от слова «Çumhurijat» была заменена буквой «R» от слова «Respublika». В результате чего надпись на гербе приняла вид «RSS Tocikiston». Сложный перегруженный герб не удовлетворял многих, ЦИК ТаджССР в 1934 году даже проводил всесоюзный конкурс по разработке новых символов, от жителей СССР было получено 106 проектов Государственный герб Таджикской Советской Социалистической Республики состоит из изображения пятиконечной звезды, в верхней части которой изображены серп и молот в лучах солнца. Пятиконечная звезда обрамлена венцом, составленным справа из колосьев пшеницы, слева из веток хлопчатника с раскрытыми коробочками. Сверху венец перевит лентой с надписью: «Пролетарии всех стран, соединяйтесь!» на таджикском и русском языках. В нижнем секторе круга, образуемого венцом, лента с надписью «Таджикская ССР» на таджикском и русском языках.
28 сентября 1940 года Президиум Верховного Совета Таджикской ССР издал указ,
 
которым было изменено написание текстов надписей на флаге и гербе с латинизированного алфавита на новый алфавит на основе русской азбуки В новой Конституции Таджикской ССР (1978) описание герба не претерпело изменений. Официальное описание герба в тексте Конституции:

«Статья 131. Государственный герб Таджикской Советской Социалистической Республики состоит из изображения пятиконечной звезды, в верхней части которой изображены серп и молот в лучах солнца. Пятиконечная звезда обрамлена венцом, составленным справа из колосьев пшеницы, слева ив веток хлопчатника с раскрытыми коробочками. Сверху венец перевит лентой с надписью: „Пролетарии всех стран, соединяйтесь!“ на таджикском и русском языках. В нижнем секторе круга, образуемого венцом, лента с надписью „Таджикская ССР“ на таджикском и русском языках».